# Leotelo (Mauchiga)
Leotelo (Leo-telo) ist eine osttimoresische Siedlung im Suco Mauchiga (Verwaltungsamt Hatu-Builico, Gemeinde Ainaro).

## Geographie und Einrichtungen
Das Dorf liegt im äußersten Westen des Sucos Mauchiga, auf einer Meereshöhe von 862 m, östlich des Flusses Belulik. Östlich des Dorfes beginnt die Kette der Cablac-Berge, die über 2000 m steigen. Der Westteil des Dorfes gehört zur Aldeia Leotelo II, der Osten zur Aldeia Leotelo I. Im Westteil befindet sich eine Grundschule, im Ostteil die Kapelle Santa Maria do Rosário de Fátima und eine Mariengrotte. Die Straße, die den Ort durchquert, verbindet ihn mit dem Dorf Goulora im Nordosten und mit dem Dorf Nuno-Mogue im Westen.